# 36182 Montigiani
36182 Montigiani è un asteroide della fascia principale. Scoperto nel 1999, presenta un'orbita caratterizzata da un semiasse maggiore pari a 3,9765896 UA e da un'eccentricità di 0,2041889, inclinata di 4,48606° rispetto all'eclittica.